# Арбатов, Алексей Георгиевич
Алексе́й Гео́ргиевич Арба́тов (род. 17 января 1951, Москва) — российский политический деятель, политолог. Бывший депутат Государственной Думы РФ от партии «Яблоко» (1993—2003). Член федерального политического комитета партии «Яблоко» (2008—н. в.), бывший заместитель её председателя (2001—2008). Доктор исторических наук (1982). Действительный член Российской академии наук (с 2011 года). Директор Центра международной безопасности ИМЭМО РАН (2003—н. в.). В прошлом — председатель программы «Проблемы нераспространения» Московского Центра Карнеги и член его научного совета.

## Биография
Сын академика Георгия Аркадьевича Арбатова.
В 1973 году окончил факультет международных отношений Московского государственного института международных отношений (МГИМО) МИД СССР.
В 1976 году окончил аспирантуру Института мировой экономики и международных отношений АН СССР (ИМЭМО АН СССР) и защитил диссертацию на соискание ученой степени кандидата исторических наук на тему «Американская концепция „национальной безопасности“ и политика в области ракетно-ядерного оружия в 1960-е гг.». 
В 1982 году защитил диссертацию на соискание степени доктора исторических наук на тему «Стратегическое равновесие и военно-политический курс в 1970-е гг.».
С 1976 года работает в Институте мировой экономики и международных отношений РАН (ИМЭМО РАН).В 1976—1983 годах — научный сотрудник, в 1983—1985 годах — заведующий сектором, в 1986—2002 годах — заведующий отделом, с 2003 года — директор Центра международной безопасности ИМЭМО РАН. Главный научный сотрудник.
Действительный член Российской академии наук с 2011 года.
Руководил программой «Проблемы нераспространения» Московского Центра Карнеги, был членом его научного совета.
Жена — политолог Н. К. Арбатова (род. 1950)
- Дочь — юрист Екатерина Арбатова-Кончаловская, выпускница МГИМО.

## Научная деятельность
Алексей Георгиевич является одним из ведущих специалистов России в области международных отношений, внешней и военной политики, международной безопасности, контроля над вооружениями и разоружения.
Исследовал комплекс стратегических, политических и военно-экономических аспектов международной безопасности, внешней политики и обороны, ограничения и сокращения вооружений. Ответственный редактор и автор большого числа глав в коллективных монографиях, Ежегодника СИПРИ «Вооружения, разоружение и международная безопасность» (на русском языке) со специальным приложением ИМЭМО РАН (выпуски 1998—2002) и др.
Инициатор и создатель научной концепции[что?] Ежегодника «Разоружение и Безопасность» ИМЭМО РАН — уникального в России научного издания, главная цель которого — исследование комплекса вопросов, связанных с укреплением международной стабильности прежде всего под углом зрения обеспечения национальных интересов России. Является ответственным редактором, научным руководителем авторского коллектива и автором Ежегодника.
Участник многих совместных с зарубежными учеными научно-исследовательских проектов по проблемам стратегических наступательных и оборонительных вооружений и соблюдения международных договоров по контролю над вооружениями, выполненных совместно с Центром Генри Стимсона (США, Вашингтон), а также Гарвардским университетом, Корпорацией РЭНД, Стокгольмским международным институтом исследований проблем мира (СИПРИ), Лондонским международным институтом стратегических исследований, Институтом Восток—Запад и др.
Является активным участником крупнейших научных форумов и конференций по проблемам предотвращения войны и обеспечения мира: Дартмутского движения, Пагуошского комитета, Ассоциации Содействия ООН и многих других. Член ученых советов ИМЭМО РАН, Института США и Канады РАН и Института Европы РАН. Состоит в научном совете при МИД России, а также является членом Комиссии Бликса по оружию массового уничтожения, Совета директоров СИПРИ, членом Международного совета Центра демократического контроля над вооруженными силами (Женева), Института глобальных конфликтов в университете Нотр-Дам (США), Российского Пагуошского комитета при Президиуме РАН, Института Восток—Запад.
Взгляды А. Г. Арбатова на проблему сокращения ядерных вооружений России и США (поддержка договора СНВ-2) подверглись критике С. Т. Брезкуном в рамках спонтанной дискуссии на страницах газеты «Военно-промышленный курьер» (2000-е годы).
15 августа 2016 года в журнале «Огонёк» выступил со статьёй «Осторожно, грабли!», в которой поставил вопрос о военно-политической ориентации России — «к чему мы идём в контактах с внешним миром».

## Политическая деятельность
В 1993—1995 — депутат Государственной Думы Федерального Собрания Российской Федерации первого созыва (избран по федеральному списку Общественного объединения «Яблоко»). Член Комитета по обороне.
В 1995—1999 — депутат Государственной Думы Федерального Собрания Российской Федерации второго созыва (избран по федеральному списку «Яблоко»). Заместитель председателя Комитета по обороне.
В 1999—2003 — депутат Государственной Думы Федерального Собрания Российской Федерации третьего созыва (избран по федеральному списку «Яблоко»). Заместитель председателя Комитета по обороне.
Инициатор федерального закона «О финансировании государственного оборонного заказа для стратегических ядерных сил Российской Федерации». Закон вступил в силу. Автор проектов федеральных законов: «О статусе участников вооружённых конфликтов и участников боевых действий», «О внесении изменений и дополнений в Федеральный закон „О бюджетной классификации Российской Федерации“».
Выдвигался в 2005 году в депутаты Московской городская думы от партии Яблоко.
С 1993 г. активно участвует в деятельности «Яблока» (отмечал в 2016 г.: «принадлежностью к которой на протяжении двадцати с лишним лет я очень горжусь», как и дружбой с Явлинским). С 2001 по 2008 год был заместителем председателя партии, с 2008 года является членом её федерального политического комитета. 

## Награды и премии
- Почётная грамота Президента Российской Федерации (12 декабря 2009 года) — за большой вклад в разработку Стратегии национальной безопасности Российской Федерации до 2020 года и Основ стратегического планирования[9]
- Премия Правительства Российской Федерации 2016 года в области средств массовой информации (3 декабря 2016 года) — за популяризацию вопросов внешней политики на страницах журнала «Россия в глобальной политике»[10]
- Премия имени Е. В. Тарле — за сборник «Безопасность и контроль над вооружениями 2015—2016. Международное взаимодействие в борьбе с глобальными угрозами»[11]

## Основные работы
Является автором ряда крупных публикаций, большого числа аналитических разработок, статей, изданных в России и за рубежом.
Индивидуальные монографии
- Безопасность в ядерный век и политика Вашингтона (1980);
- Военно-стратегический паритет и политика США (1984);
- Смертельные рубежи. Советский взгляд на ядерную стратегию, вооружения и переговоры (1988, на англ. яз.);
- Оборонительная достаточность и безопасность (1990);
- Военная реформа в России: дилеммы, препятствия, перспективы (1997, на англ. яз.);
- Российская национальная идея и внешняя политика (1998);
- Безопасность: российский выбор (1999).
- Европейская Россия: ересь, утопия, проект? — М. : Россия в объед. Европе, 2004. — 47 с. ISBN 5-98604-004-X
- Уравнение безопасности (2010)

В соавторстве
- Арбатов А., Ромашкин П. ЯБЛОКО: оборона и безопасность России (2004)
- Arbatov A., Dvorkin V., Evseev V. Beyond nuclear deterrence: transforming the U.S. — Russian equation (2006)
- Arbatov A., Dvorkin V. Outer Space: Weapons, Diplomacy, and Security (2010).

## Интервью
- Алексей Арбатов и Лев Шлосберг: «Угроза ядерной войны» / Люди мира // ГражданинЪ TV. 9 ноября 2022.